# أرت وينر
أرت وينر (بالإنجليزية: Art Weiner)‏ هو لاعب كرة قدم أمريكية أمريكي، ولد في 16 أغسطس 1926 في نيوآرك في الولايات المتحدة، وتوفي في 25 ديسمبر 2013 في غرينزبورو في الولايات المتحدة.

## وصلات خارجية
- أرت وينر على موقع مرجع كرة القدم المحترفة.كوم (الإنجليزية)
- أرت وينر على موقع قاعة كارولاينا الشمالية للمشاهير الرياضية (الإنجليزية)